# 胸キュン探偵団
『胸キュン探偵団』（むねきゅんたんていだん）は、1983年8月4日から同年9月29日まで、TBS系列で放送された東映制作のテレビドラマである。放送時間は毎週木曜19:30 - 20:00(JST)。全9話。

## ストーリー
探偵の五十嵐哲平が大きな借金を残して失踪してしまった。五十嵐のめいである女子高生の浅丘さやかは、おじが借金をした金融業者から派遣された牧本牧子という女性からむりやり探偵事務所の経営を任されてしまう。
さやかは同級生の笠松絹子、盛山千恵美、五十嵐の助手だった時田夢次郎と桃マツこと桃山末男とともに、しばしば刑事の光田友彦に助けられながらも毎回さまざまな事件を解決しようとする。

## スタッフ
- プロデューサー - (東映)阿部征司、中曽根千治 、(TBS)野村清
- 脚本 - 今井詔二、鷺山京子、山中伊知郎
- 音楽 - 羽田健太郎
- 編集 - 菅野順吉
- 現像 - 東映化学
- 監督 - 小林義明、山田稔、平山公夫、小山幹夫、東條昭平
- 制作 - 東映、TBS

## 主題歌
- OP主題歌 「ダイナマイト・チャンス」歌 - かとうゆかり（CBS・ソニー）
- 挿入歌 「電話はスバヤク」歌 - 坂上とし恵（ビクター音楽産業）

## キャスト
- 浅丘さやか - 坂上とし恵
- 笠松絹子 - 杉かおり
- 盛山千恵美 - 中島唱子
- 牧本牧子 - 石井めぐみ
- 時田夢次郎 - 阿藤海
- 桃山末男 - 柳沢慎吾
- 光田友彦 - 北詰友樹
- 五十嵐哲平 - 三橋達也
- 謎の女社長 - ?→野際陽子（最終回で発覚）

## サブタイトル
| 話数 | 放送日       | サブタイトル          | 脚本       | 監督     | ゲスト             |
| ---- | ------------ | --------------------- | ---------- | -------- | ------------------ |
| 1    | 1983年8月4日 | セーラー服探偵団誕生! | 今井詔二   | 小林義明 | 西川ひかる、古川聡 |
| 2    | 8月11日      | シゴキ姫あらわる!     | 今井詔二   | 山田稔   |                    |
| 3    | 8月18日      | 殺人鬼はブスがお好き  | 今井詔二   | 山田稔   |                    |
| 4    | 8月25日      | 盆踊り殺人事件!!      | 今井詔二   | 平山公夫 |                    |
| 5    | 9月1日       | 秘密の部屋の秘密!?    | 鷺山京子   | 平山公夫 |                    |
| 6    | 9月8日       | 探偵ヌード危機一髪!   | 今井詔二   | 小山幹夫 |                    |
| 7    | 9月15日      | 進め青春! 愛して恋    | 山中伊知郎 | 小山幹夫 |                    |
| 8    | 9月22日      | 出たァ! 渋谷城の幽霊  | 今井詔二   | 東條昭平 |                    |
| 9    | 9月29日      | 涙に光る遅すぎた指輪  | 今井詔二   | 東條昭平 |                    |

| TBSテレビ系列 木曜19:30 - 20:00枠 | TBSテレビ系列 木曜19:30 - 20:00枠 | TBSテレビ系列 木曜19:30 - 20:00枠 |
| 前番組                            | 番組名                            | 次番組                            |
| --------------------------------- | --------------------------------- | --------------------------------- |
| ちびっ子かあちゃん                | 胸キュン探偵団                    | 噂のポテトボーイ                  |